# Lingnan
Lingnan (chinesisch 嶺南 / 岭南, Pinyin Lǐngnán, Jyutping Ling5naam4) ist die Bezeichnung für eine Region südlich von Chinas „Fünf Gebirgszügen“. Das Gebiet liegt in den heutigen Provinzen Guangdong, Guangxi, Hunan und Jiangxi.

## Geschichte
Lingnan wurde von den Hundert Yue-Stämmen bewohnt und war das Mutterland des alten Staates Nan-Yue. In dieser Zeit wurde Lingnan von den Chinesen als Barbarenland betrachtet und hatte nur losen Kontakt mit der Zhongyuan-Region. Im 2. Jahrhundert v. Chr. wurde die Region dem chinesischen Reich einverleibt. Seine Entwicklung wurde vorangetrieben, seit in der Tang-Zeit der Kanzler Zhang Jiuling eine Straße über den Mei-Pass (Meiguan) anlegen ließ.